# The Sims Online
The Sims Online (TSO) var ett massivt multiplayer onlinespel med Maxis klassiska pc-spel The Sims som grundkoncept. Det publicerades av Electronic Arts och släpptes den 17 december, 2002 till Microsoft Windows i Nordamerika. Eftersom spelet blev en flopp såg man inga vidare möjligheter för världslansering, och därför fick The Sims Online aldrig en svensk version.

## Överblick
The Sims var ett populärt spel, dock var det bara ett enmansspel. I The Sims Online däremot ges spelaren möjligheten att träffa och interaktera med andra spelare. Precis som i originalserien finns det ett stort urval av olika ansikten och kläder för simmarna, inkluderat några nya, mer exotiska utstyrslar som inte går att hitta i originalspelet (såsom robotar, björnar, rymdvarelser, etc).
Spelet går i stort sett ut på att försöka få din sim att bli så rik och känd som möjligt inne i Simsvärlden. Efter att man skapat sin karaktär att spela som sitter man en stad som simmen ska leva i. De städer som finns att välja mellan är Mount Fuji, Calvin's Creek, Interhogan, East Jerome, Fancey Fields, Test Center, Blazing Falls, Alphaville, Dan's Grove, Jolly Pines, Dragon's Cove och Betaville. Sedan finns det tre officiella möjliga jobb att arbeta inom; antingen på en restaurang, robotfabrik eller nattklubb. De olika arbetsplatserna kräver olika färdigheter och kunskaper, samt olika antal vänner för att bli befordrad. Sedan finns det en hel del privata jobb, där man utför jobb åt andra spelare, och därtill kan lönen skifta väldigt mycket.

### Kritik
Kritiken mot spelet har i första hand inriktats mot bristen på spelinnehåll. Många anser att spelet helt enkelt inte är tillräckligt stort och långvarigt för att kunna tillfredsställa en spelare. Värt att notera är också att idén att flytta The Sims till MMOG-nischen ansågs så tilltalande att två försök gjordes att släppa en sådan produkt innan EA hann ut på marknaden, Second Life och There varav Second Life är det enda som växer stadigt bland i den genre av MMOG-spel.
Spelet fick även kritik för att det kostade en summa pengar i månaden för att spela.

## Utmärkelser
- E3 2002 Game Critics Awards: Bästa simulationsspel
- E3 2001 Game Critics Awards: Bästa simulationsspel